# محمد خدي
محمد خدي (21 مارس 1947 – 2 سبتمبر 2019) هو ممثل، وكاتب مسرحي مغربي.
شخّص وكتب وأخرج عشرات المسرحيات والمسلسلات التلفزيونية الكوميدية والدرامية والأفلام. يعتبر من الرواد الذين بصموا المشهد المسرحي والدرامي والسينمائي المغربي.

## مسيرته
درس بالمعهد العالي للفن الدرامي والتنشيط الثقافي بالرباط، وتردّد اسمه في العديد من الأعمال التي شخّصتها فرق مسرحية من قبيل: «المعمورة»، وفرقة «المسرح الوطني محمد الخامس»، وفرقة «مسرح اليوم والغد» التي كان مشرِفا عليها.
وقد شارك في أعمال تلفزية عديدة، من بينها «السّاس» و«السراب» و«خط الرجعة» و«دار الغزلان»، ومسرحيات مثل «جار ومجرور»، وأفلام عالمية، من قبيل: «الرسالة» إلى جانب أنطوني كوين، و«السيد جونز»، ومسلسلات مثل: «داوود».

## الوفاة
توفي في 2 سبتمبر 2019 بمدينة الرباط، عن عمر يناهز 72 عاما بعد معاناة طويلة مع المرض.

## روابط خارجية
- محمد خدي على موقع IMDb (الإنجليزية)
- محمد خدي على موقع قاعدة بيانات الأفلام العربية
- محمد خدي على موقع قاعدة بيانات الفيلم (الإنجليزية)
- محمد خدي على موقع كينوبويسك (الروسية)